# مطشر السوداني
مطشر السوداني(1945 - 18 كانون الأول 2006م) ممثل مسرحي عراقي. 

## السيرة
ولد الفنان مطشر عبد الحسن السوداني في محافظة ميسان وتحديداً في قضاء الكحلاء عام 1945، وقد انتقلت عائلته إلى بغداد عام 1955م، وقد بدأ التمثيل المسرحي في ستينيات القرن العشرين، فاصبح ممثلاً مسرحياً معروفاً. وقد شق طريقه الفني بعيدآ عن مدرسة والده الباحث والشاعر الشعبي الحاج عبد الحسن المفوعر السوداني ليختار التمثيل ويمتطي صهوة المسرح ليبني ذاته وهو ابن 25 سنه حيث كان مغرمآ بالأفلام الأميركيه والسينما المصرية وكان أول عمل مسرحي له (البخيل) عام 1969 من أخراج جاسم العبودي فكان للفنان سامي قفطان الفضل الأول لدخول الراحل مطشر السوداني إلى التمثيل ووصوله إلى الشهرة الفنية لتبدأ بعد ذلك رحله مليئه بالعطاء الفني.

## أعماله ومشاركاته
1. مهرجان دمشق للمسرح العمالي بمسرحية (رصيف الغضب) للكاتب صباح عطوان سنة 1979 التي حصلت على الجائزة الأولى.
2. مسرحية (الخيط والعصفور) التي مثل فيها دورين (القاضي) و(خال العريس) وأعماله المسرحية الأخرى (صايرة ودايرة والبوابة).. حفلة لسيد محترم وليلة ويوم وبين مريدي ولندن وزرق ورق.
3. وعلى صعيد التلفزيون كان مسلسلاته المتميزة (جرف الملح واللاهثون والدواسر والواهمون ونادية وذئاب الليل والأحفاد وحكاية من الزمن الصعب وأعماق الرغبة وهستيريا والأيام العصيبة وسيدة الرجال والقلب في مكان آخر) وكثير من الأعمال.
4. وعلى صعيد السينما فقد شارك في فيلم (تحت سماء واحدة وستة على ستة وحفر الباطن).

## وفاته
في يوم 18 كانون الأول 2006 اختطف الفنان مطشر السوداني وكان برفقته الأستاذ "ياسين لفته" من أمام دائرة التقاعد العامة في منطقة الشواكة ببغداد وقد عثر على جثتهما في شارع حيفا مساء اليوم التالي مغدورين برصاص الإرهاب، وقد شيع الفنان مطشر السوداني من قبل أهله وأصدقائه من أمام المسرح الوطني.